# Рипін
Рипін (пол. Rypin) — місто в центральній Польщі, на річці Риплениця.
Адміністративний центр Рипінського повіту Куявсько-Поморського воєводства.

## Демографія
Демографічна структура станом на 31 березня 2011 року:
|          | Загалом | Допрацездатний вік | Працездатний вік | Постпрацездатний вік |
| -------- | ------- | ------------------ | ---------------- | -------------------- |
| Чоловіки | 8095    | 1722               | 5627             | 746                  |
| Жінки    | 8807    | 1590               | 5453             | 1764                 |
| Разом    | 16902   | 3312               | 11080            | 2510                 |